# Forrest Petersen
Pour les articles homonymes, voir Petersen.
Forrest Silas Petersen est un aviateur de la marine américaine et pilote d'essai américain né le 16 mai 1922 à Holdrege et mort le 8 décembre 1990 à Georgetown.
Il est l'un des pilotes du North American X-15. (l'US Navy, la marine américaine  , corps d'origine de Petersen, fournit une part -minoritaire- de financement du programme et donc, un de ses pilotes d'essai à titre de contrepartie.
Il termine sa carrière dans la marine (1944-1980) au grade de Vice admiral.
Il est enterré au cimetière national d'Arlington.